# پائولینیو (بازیکن فوتبال، زاده ژانویه ۱۹۸۶)
پائولو سرجیو بیتانین (به پرتغالی: Paulo Sérgio Betanin) مهاجم اهل برزیل است که در شهر کاشیاس دو سو و در تاریخ ۱۰ ژانویهٔ ۱۹۸۶ به دنیا آمده‌است.
پائولو سرجیو بیتانین در تیم‌های فوتبال Juventude سابقهٔ حضور دارد.